# Jana Reich
Jana Reich (rodným jménem Jana Horkelová, * 3. února[zdroj?] 1964 Nitra) je umělecké jméno československé malířky.

## Život a umělecká dráha
Jana Reich se začala věnovat malbě roku 1996. Využívá zejména techniky olejomalby a akrylu na plátno či desky, přičemž často pracuje i se špachtlí. Její tvorba zahrnuje širokou škálu témat – od krajinomalby přes motivy francouzských zahrad a interiérů sakrálních staveb až po abstraktní kompozice.[nenalezeno v uvedeném zdroji][zdroj?]
Její styl je ovlivněn abstraktním uměním, kubismem, fauvismem a impresionismem.[zdroj?] Často se inspiruje tvorbou umělců jako František Kupka, Toyen, Josef Čapek, Emil Filla, Jan Zrzavý a Rudolf Kremlička.[zdroj?] Ve svých dílech reflektuje osobní pocity a životní zkušenosti, podobně jako Vincent van Gogh či Edvard Munch.[zdroj?]
Reich vystavovala na Vysočině. Její obrazy jsou součástí sbírek různých institucí a významných osobností, včetně advokátů, hejtmanů a starostů.[zdroj?]
Její obrazy jsou nabízeny prostřednictvím Galerií a aukčních portálů. Výtěžek z prodeje jejích děl pomohl financovat provoz sociálních služeb a dalších dobročinných aktivit.

## Významná díla
Mezi její klíčová díla patří obraz „Odejdi, válko!“, vytvořený kombinovanou technikou na plátně o rozměrech 60×50 cm, který zachycuje zničenou ulici a nese její signaturu.[zdroj?]

## Galerie

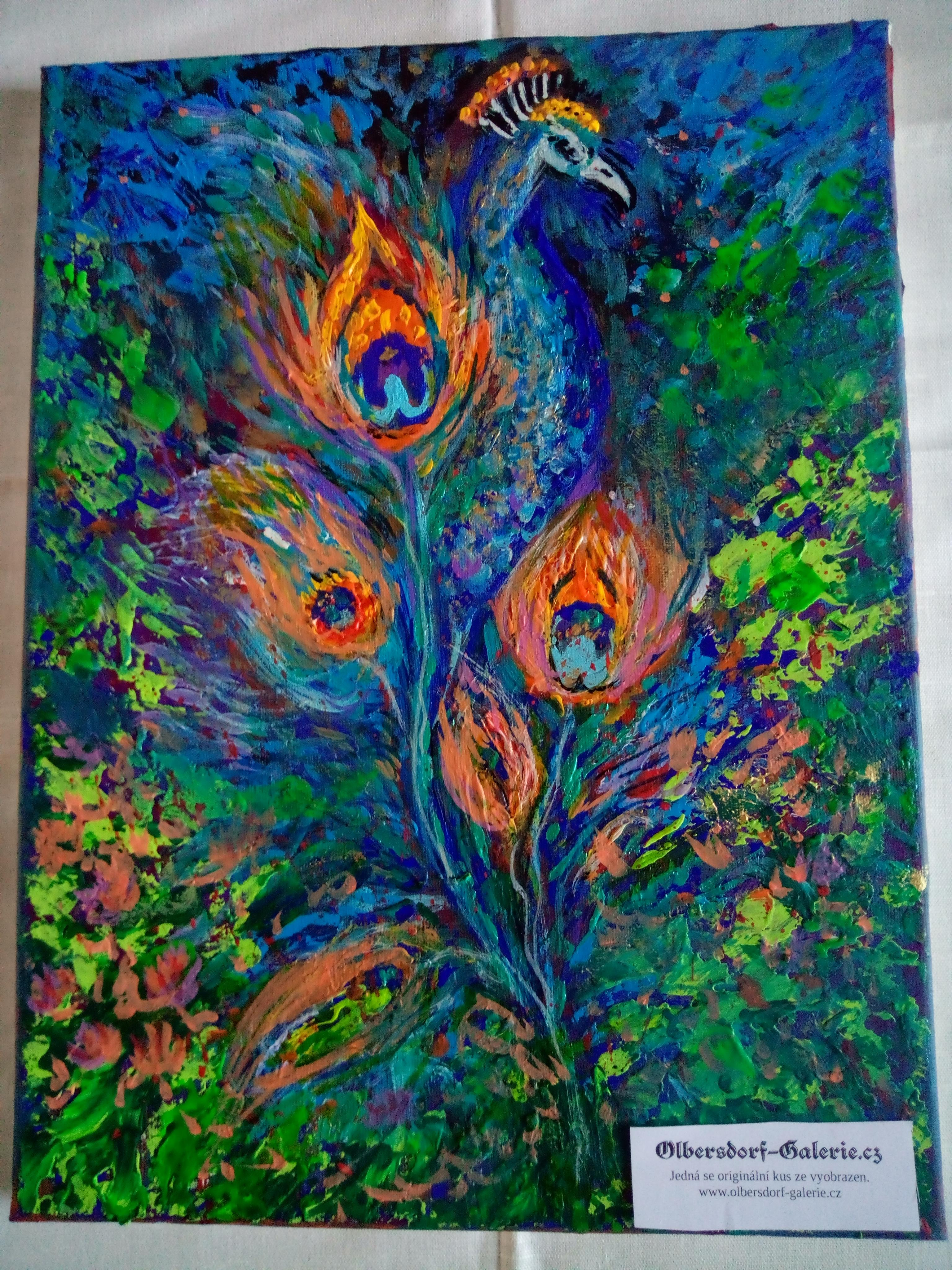
Modrý páv
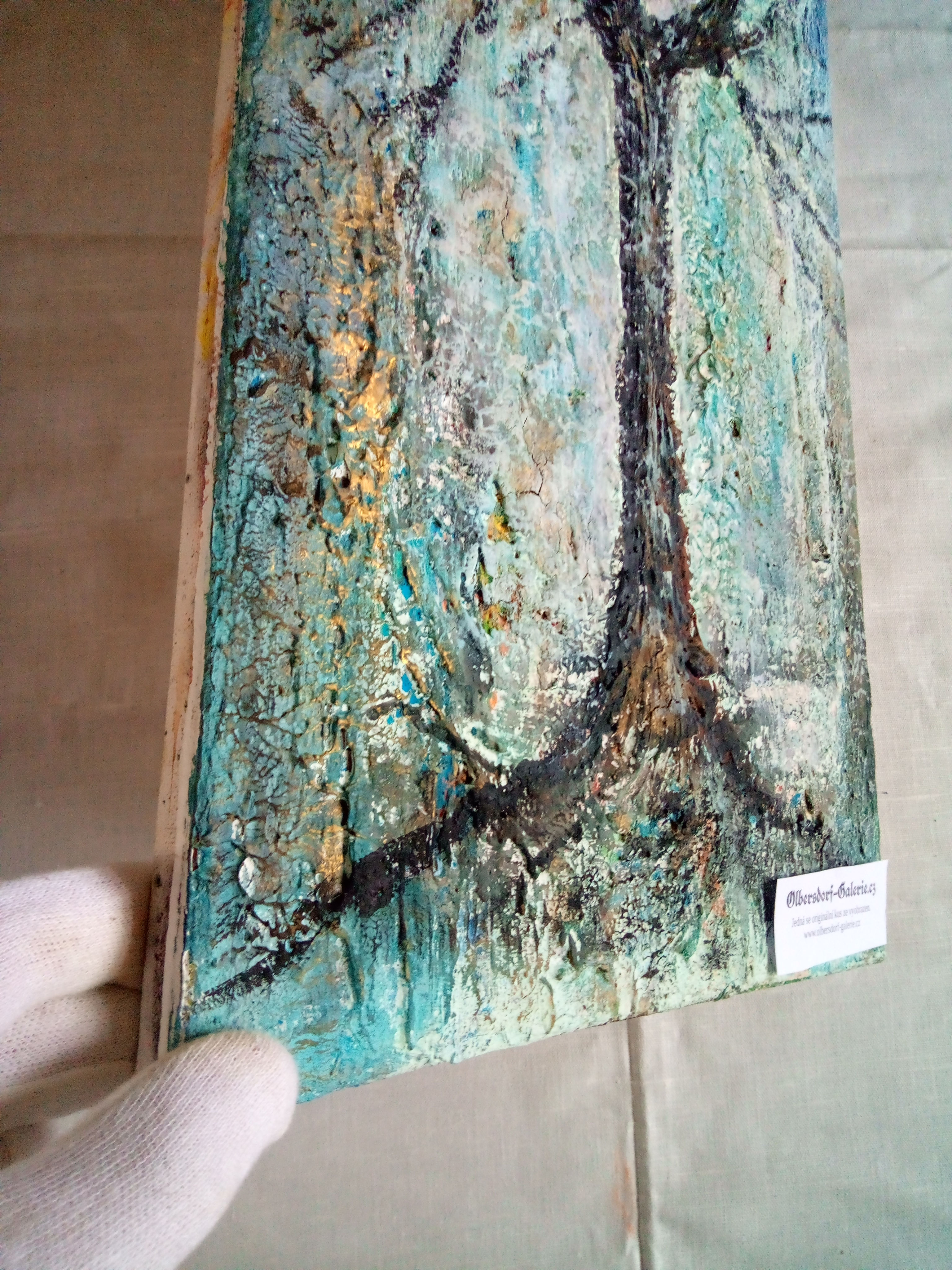
Zimní lípa
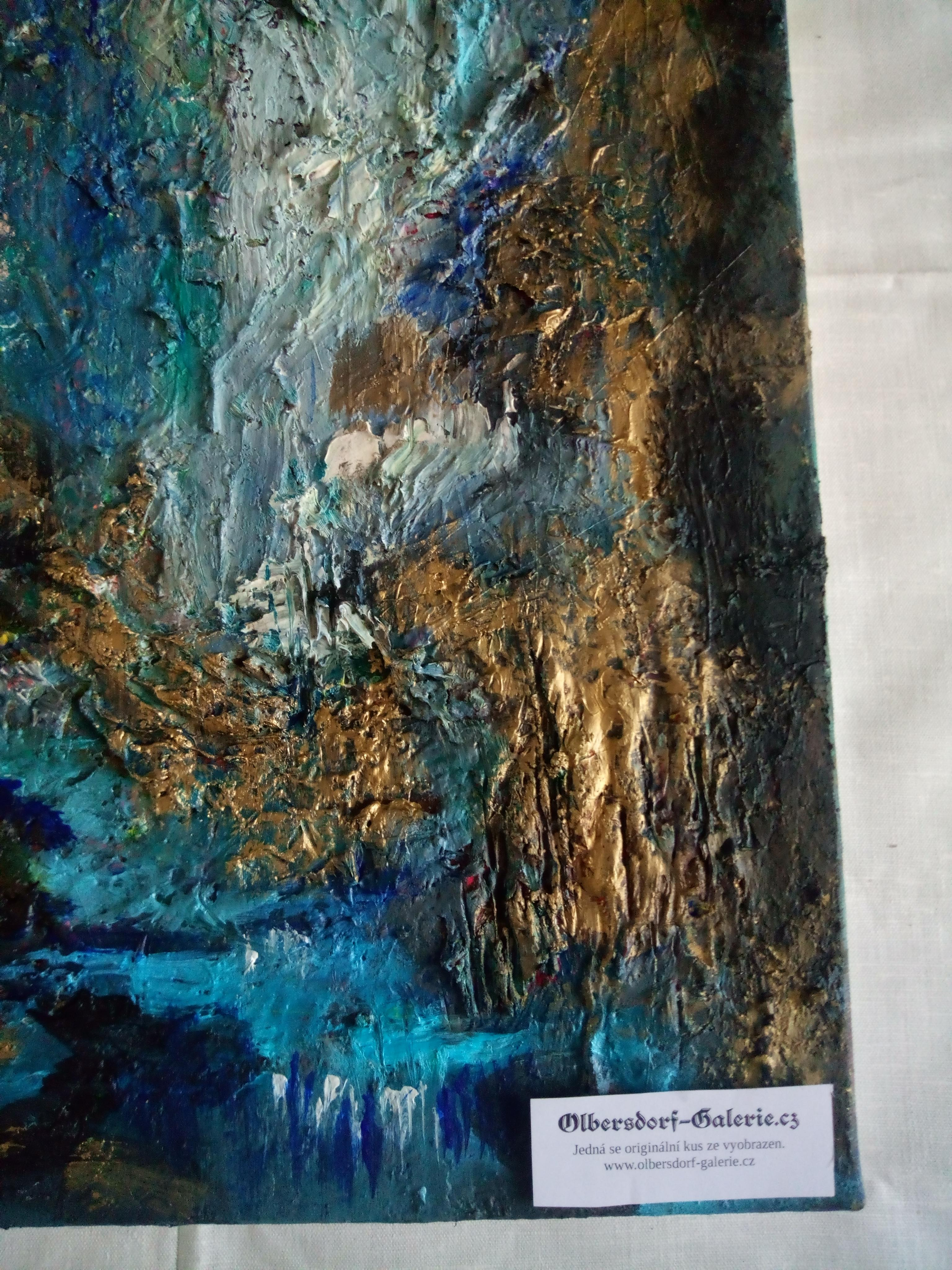
Polární noc

## Ve filmu
Její díla se objevila ve filmu Divoké včely, který natočil Bohdan Sláma. Štáb si pro natáčení pronajal její dům.[nenalezeno v uvedeném zdroji]